# Manorá (Asunción)

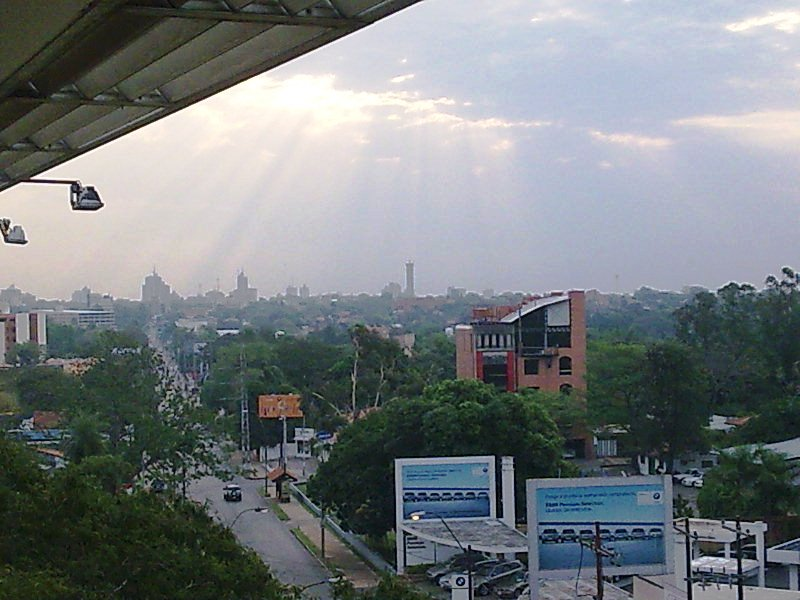
Manorá desde el balcón del condominio Manora.

El barrio Manorá o Manó Rã, es un distinguido barrio de Asunción, capital de Paraguay. Ilustres personajes históricos y actuales del país han nacido y se han criado en Manorá, como el caso del Mariscal Francisco Solano López.

## Toponimia
El nombre proviene de las expresiones en guaraní (Manó = morir) + (Rã = para) y cuya traducción literal al castellano sería "para morir". La zona de Manorá, ubicada entre La Recoleta y La Santísima Trinidad siguiendo el curso del arroyo Mburicaó, habría sido utilizada como lugar de fusilamiento de los condenados a muerte, principalmente en épocas del Dictador Francia. La tradición oral cuenta que en la época, cuando se preguntaba por la suerte de los condenados, la gente respondía: "Ohóta omanorâ", es decir: "van para morir". Con el tiempo, el término Omanorá, o más simplemente Manorâ, tomaría finalmente el nombre de la zona.También se tiene asumido que el origen del nombre del barrio era que la fortuna de la familia Lopéz fue enterrada en los alrededores para evitar su posible robo o confiscación por parte de las tropas extranjeras durante la guerra de la Triple Alianza, y está fortuna formada por oro en joyas y libras esterlinas inglesas fue enterrada en algún lugar del barrio, siendo asesinados y enterrados todos los soldados, en su mayoría jóvenes, que cavaron el escondite junto con el botín, para evitar que alguna persona ajena al mismo pudiese saber donde exactamente fue enterrado; de ahí que entre la tropa de López se conocía al grupo que iba a ocultar algo valioso en dinero u oro, como el pelotón o grupo de soldados "omanorã".

## Límites
Este barrio limita con otros cuatro barrios capitalinos, Carmelitas al norte, Ycuá Satí al este, Villa Morra al sur y Santo Domingo al oeste.

## Instituciones Gubernamentales
Estatales
- Comisión Nacional de Juegos de Azar (CONAJZAR)

Misiones diplomáticas
- Embajada de Venezuela
- Embajada de Panamá

Municipales
- Plaza Walt Disney

## Instituciones Educativas
Privadas
- American School of Asunción (ASA)

## Vialidad
Las avenidas más importantes que pasan por este barrio son: la Avda. España, Avda. San Martín, Avda. Aviadores del Chaco y la Avenida Santísimo Sacramento.